# Dudás Eszter (színművész)
Dudás Eszter (Budapest, 1966. –) magyar színésznő, szinkronszínész, tanár.

## Életpályája
Édesapja Dudás László ipari formatervező, bélyegtervező, édesanyja Vén Edit keramikus. A budapesti Madách Imre Gimnázium drámai tagozatán érettségizett és az Arany János Színház stúdiójában végezte színi tanulmányait. Szerepelt a színház előadásain, valamint a Józsefvárosi Színházban, és a Népszínház utazó társulatával járta az országot. Az Arany János Színház stúdiósaként ismerte meg a szinkronszínészi mesterséget, a Pannónia Filmstúdióban, Kosztola Tibor szinkronrendező hívására, majd rövidesen meg is kedvelte a műfajt.
Felsőfokú tanulmányait a Waldorf-pedagógia módszert alkalmazó Waldorf Tanárképző Iskolán (Török Sándor Waldorf Pedagógiai Intézet), az antropozófiára épülő Szabad Szellemtudományi Főiskolán és az ELTE-n folytatta. Több Waldorf-iskolában tanított[mikor?].
Az 1990-es évek vége óta a solymári lakótelepen él.

## Színházi szerepeiből
- Erich Kästner: Emil és a detektívek... Kiskedd (Arany János Színház)
- Romhányi József – Horusitzky Zoltán: Csipkerózsika... Nórika, a Bohóc húga (Józsefvárosi Színház)
- Tamási Áron: Csalóka szivárvány... Ibolyka, Duka leánya (Népszínház)

## Filmjei
- Árnyék a havon (1992)
- Szomszédok (1989-1991) – Kati, Dr. Virágh asszisztense[4]
- A halálraítélt (1990)
- A nagy varázslat (1989)

## Szinkronszerepei

### Filmek
| Cím                                                             | Szereplő                 | Színész                |
| --------------------------------------------------------------- | ------------------------ | ---------------------- |
| Bill és Ted zseniális kalandja                                  | Missy                    | Amy Stock-Poynton      |
| Csupasz pisztoly 33 1/3 – Az utolsó merénylet (1. szereposztás) | Tanya Peters             | Anna Nicole Smith      |
| Garfield a képzelet szárnyán                                    | Nadia (1. szereposztás)  | Julie Payne (hang)     |
| Mese Rockkal                                                    | Edmond (cica)            |                        |
| Micimackó újabb kalandjai                                       |                          |                        |
| Pokémon: Az első film – Mewtwo visszavág                        | Misty                    | Iizuka Majumi (hang)   |
| Pokémon 2. – Bízz az erőben!                                    | Misty                    | Iizuka Majumi (hang)   |
| Pokémon 3.                                                      | Misty                    | Iizuka Majumi (hang)   |
| Pokémon 4. – Az időkapu                                         | Misty (2. szereposztás)  | Iizuka Majumi (hang)   |
| Pokémon 5. – Új hős születik                                    | Misty                    | Iizuka Majumi (hang)   |
| Őslények országa                                                | Tüskés (1. szereposztás) | Rob Paulsen (hang)     |
| Őslények országa 2. – Kalandok a Virágzó völgyben               | Röpcsi anyja             | Tress MacNeille (hang) |
|                                                                 |                          |                        |

### Sorozatok
| Cím                                | Szereplő | Színész                   |
| ---------------------------------- | --- | ------------------------- |
| A Grace klinika                    | Dr. Addison Forbes Montgomery/Shepherd | Kate Walsh                |
| Animánia                           | további magyar hang |                           |
| Beverly Hills Tini Klub            | Nikki | Corrine Coslo (hang)      |
| Buli van!                          | Gwen |                           |
| A csábítás földjén                 | Amparo (1. szereposztás) | Anabel Ferreira           |
| A szerelem foglyai                 | Sandy Simancas | Patricia Álvarez          |
| Egér-úti kalandok                  | Jeanie / Giny |                           |
| Fixi, Foxi és barátaik             | Elbájoló hercegnő / Boszorkány / Fekete macska (2. szereposztás 22/a.részben) Kalóznő ( 2.szereposztás 11/b.részben) Tandoori hercegnő ( 2.szereposztás 9/c. részben ) |                           |
| Grimm legszebb meséi               | több karakter |                           |
| Kedves ellenség                    | Jacqueline Hernández (1. és 2. szereposztás) | Alexandra Graña           |
| Kenguk                             | Tiffany (1. és 2. szereposztás) | Valérie de Vulpian (hang) |
| Kenguk az olimpián                 | Tiffany | Valérie de Vulpian (hang) |
| Kenguk (Juniors)                   | Tiffany | Valérie de Vulpian (hang) |
| Hellsing                           | Laura / Bubbancy |                           |
| Lilly, a kis boszorkány            | |                           |
| Múmin                              | Bájocska |                           |
| Ötös fogat – Kölyökzsaruk akcióban | további magyar hang |                           |
| Paula és Paulina                   | Macrina Olvera | Consuelo Duval            |
| Pokémon                            | Misty | Iizuka Majumi (hang)      |
| Salomé                             | Ángela Duval de Montesino | Mónika Sánchez            |
| Szeretni bolondulásig              | Miranda Narváez | Katie Barberi             |
| Szirénázó szupercsapat             | további magyar hang |                           |
| Titkok és szerelmek                | Paula | Katie Barberi             |
| Totál Dráma Sziget                 | Heather | Rachel Wilson (hang)      |
| Totál Dráma Akció                  | Heather | Rachel Wilson (hang)      |
| Totál Dráma Világturné             | Heather | Rachel Wilson (hang)      |
| Totál Dráma: A sziget fellázad     | Heather | Rachel Wilson (hang)      |
| Totál Dráma: All-Stars             | Heather | Rachel Wilson (hang)      |
| Válaszutak                         | Rosaura Sánchez | Gabriela Rivero           |